# Giuseppe Veltri

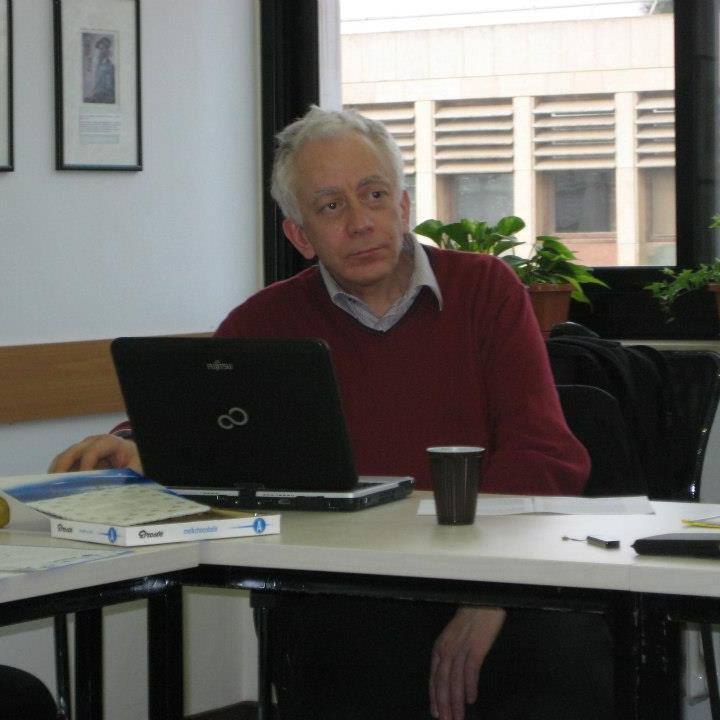
Giuseppe Veltri, 2015

Giuseppe Veltri (* 4. Januar 1958 in San Giovanni in Fiore, Kalabrien, Italien) ist ein italienischer Judaist, der in Deutschland lehrt. Von 1997 bis 2014 war er Professor für Jüdische Studien an der Martin-Luther-Universität Halle-Wittenberg. Seit 2014 ist er Professor für Jüdische Philosophie und Religion an der Universität Hamburg und Direktor des Maimonides Centre for Advanced Studies sowie Direktor der Akademie der Weltreligionen in Hamburg seit 2017.

## Leben
Giuseppe Veltri wurde in San Giovanni in Fiore, Kalabrien, Italien geboren. Er studierte von 1978 bis 1983 Philosophie und Theologie in Siena und Viterbo. Nach seinem Diplom am Päpstlichen Athenaeum Sant’Anselmo in Rom studierte er von 1983 bis 1986 am Päpstlichen Bibelinstitut (PIB) Bibelwissenschaften. Sein Mentor in Rom war der Targumexperte Roger Le Déaut.
1988 ging Giuseppe Veltri an die Freie Universität Berlin, wo er bei Peter Schäfer, einem international renommierten Judaisten und Experten der Vergleichenden Religionswissenschaft, und dem Religionshistoriker und Theologen Carsten Colpe studierte.
Von 1990 bis 1996 arbeitete Giuseppe Veltri in dem von Peter Schäfer geleiteten und von der DFG geförderten Forschungsprojekten Magische Texte der Kairoer Geniza und Griechisch-römische Religion Palästinas. Seine 1991 eingereichte Promotion befasst sich mit Übersetzungskonzepten in jüdisch-hellenistischen und rabbinischen Kontexten.
1996 habilitierte sich Giuseppe Veltri ebenfalls an der Freien Universität Berlin mit einer Arbeit zur Beziehung von Magie, Gesetz und Wissenschaft. Die Arbeit wird bis heute als bedeutende Studie zitiert.
1997 erhielt er einen Ruf auf den Lehrstuhl für Judaistik und Jüdische Studien an der Martin-Luther-Universität Halle-Wittenberg. Einen Ruf 2013 auf den Lehrstuhl Jüdische Religion und Philosophie der Universität Hamburg nahm er an. Seit 2017 ist er zudem Direktor der Akademie der Weltreligionen (AWR) in Hamburg. Ein Ziel der Akademie ist es, den interreligiösen Dialog zwischen Judentum, Islam, Christentum, Buddhismus, Hinduismus und Alevitentum zu fördern.

## Lehre und Forschung
In den 1990er Jahren und darüber hinaus hat sich Giuseppe Veltri um den Auf- und Ausbau der Judaistik in den Neuen Bundesländern verdient gemacht. Dank seiner Bemühungen etablierte sich die Judaistik in Deutschland als akademische Disziplin und anerkannter akademischer Fachbereich mit eigenem distinktiven Profil. Seit seiner Berufung zum Professor an der Universität Halle entwickelte sich das dort ansässige Seminar für Judaistik/Jüdische Studien von einem Ein-Mann-Unternehmen in eine effiziente Lehr- und Forschungseinrichtung.
1998 gründete Giuseppe Veltri das Leopold-Zunz-Zentrum zur Erforschung des europäischen Judentums an der Stiftung Leucorea der Martin-Luther-Universität Halle-Wittenberg. Er übernahm die Herausgabe des Newsletters der European Association for Jewish Studies (EAJS Newsletter) und entwickelte daraus das wissenschaftliche und von Experten begutachtete European Journal of Jewish Studies, das bei Brill erscheint und von der Rothschild Stiftung finanziell unterstützt wird. Die Zeitschrift wird von den Thomson Reuters Indices als ISI journal gelistet. Darüber hinaus begründete Giuseppe Veltri 2001 die ebenfalls bei Brill erscheinende wissenschaftliche Publikationsreihe Studies in Jewish Culture and History, in der bis dato 54 Bände erschienen sind.
Von 2004 bis 2012 war Giuseppe Veltri gewähltes Mitglied des Fachkollegiums 106 der Deutschen Forschungsgemeinschaft. Von 2009 bis 2019 war er Vorsitzender des Verbandes der Judaisten in Deutschland.

### Forschung
Zu Giuseppe Veltris Forschungsschwerpunkten gehören: Religion des antiken Judentums, Philosophie des Mittelalters, Kultur und Philosophie der Renaissance und Frühen Neuzeit sowie Wissenschaft des Judentums. Er ist Leiter internationaler Forschungsprojekte, die sich mit diesen Themen befassen und durch die Deutsche Forschungsgemeinschaft (DFG) finanziert werden.
Sowohl seine Promotion über jüdisch-hellenistische und rabbinische Übersetzungskonzepte als auch seine Habilitation über Magie und Halacha gelten als grundlegende Arbeiten zur Erforschung des antiken Judentums. Erstere wurde von dem renommierten israelischen Forscher Emanuel Tov als Standardwerk zum Thema genannt, letztere von Hans-Dieter Betz, einem Experten in der Erforschung der Magie, hoch gelobt. Seine Forschung auf diesen Gebieten vertiefte und erweiterte Giuseppe Veltri durch sein Forschungsprojekt Midrasch Tehillim (Edition des rabbinischen Auslegungsmidrasch zu den Psalmen) und das Projekt Sprachauffassungen, das die Beziehung zwischen biblischen und rabbinischen Konzepten von Sprache und der Terminologie mittelalterlicher jüdischer Grammatiker erforscht.
In Kooperation mit Forschern aus Israel, Frankreich und den Niederlanden realisierte Giuseppe Veltri das Langzeitprojekt PESHAT („Philosophic and Scientific Hebrew Terminology“). Das Projekt zielt auf die systematische Erforschung philosophischer und wissenschaftlicher hebräischer Terminologie der Vormoderne, ihrer Entstehung und Entwicklung im kulturellen und historischen Kontext. Im Ergebnis entsteht u. a. ein umfangreicher mehrsprachiger Thesaurus, der bereits online über die Homepage des Projektes zugänglich ist. Diese Datenbank versteht sich als Upgrade und Supplement seines gedruckten Vorläufers, des Thesaurus philosophicus linguae hebraicae et veteris et recentioris von Jakob Klatzkin, der in fünf Bänden von 1928 bis 1933 in Berlin erschienen ist.
Einen Großteil seiner Forschung widmet Giuseppe Veltri der Erforschung der Philosophie der Renaissance. Daraus hervor gingen und gehen neben zahlreichen Konferenzen und Symposien über das intellektuelle Leben der Juden in der Frühen Neuzeit auch die Übersetzungen und Editionen der philosophischen Predigten Judah Moscatos, sowie die Edition der Schriften Simone Luzzattos.
Mit der Erforschung der Wissenschaft des Judentums ist der Name Leopold Zunz eng verknüpft. Er war nicht nur ihr Begründer, sondern auch Doktorand in Halle. Giuseppe Veltri gründete das Zunz-Zentrum und machte das heute in Jerusalem befindliche Zunz-Archiv durch Katalogisierung und Digitalisierung des gesamten Bestandes von über 30.000 fols. der Öffentlichkeit zugänglich.
Seit 2015 ist Giuseppe Veltri Direktor des Maimonides Centre for Advanced Studies (MCAS). Die DFG-Kolleg-Forschungsgruppe widmet sich der Erforschung der Skepsis im Judentum in seiner doppelten Manifestation einer rein philosophischen Tradition und eines allgemeineren Ausdrucks skeptischer Strategien, Konzepte und Einstellungen im kulturellen Bereich. Die Arbeit des Forschungszentrums basiert auf der Annahme, dass Skepsis ein wesentlicher Aspekt der Prozesse und Kategorisierungen innerhalb der jüdischen Philosophie, Religion, Literatur und Gesellschaft ist – und zwar im permanenten Austausch mit benachbarten Kulturen. Giuseppe Veltri versteht Skepsis als die Untersuchung des „ewigen Studenten“, der Zweifel an verschiedenen Dimensionen und Systemen weltlichen oder offenbarten Wissens hegt und die Autorität als solche in Frage stellt. Nach seiner Auffassung stellt Skepsis keine intellektuelle oder theoretische Weltsicht dar, sondern eine Haltung, die eine Grundlage für zahlreiche und vielfältige Phänomene bildet. Daher bezieht sich die Skepsis auf grundlegende Prozesse und Kategorisierungen in der jüdischen Philosophie, Religion, Literatur und Gesellschaft. Konkret wendet er den Ausdruck Skepsis auf Ausdrücke sozialer Abweichung und Übereinstimmung mit politischen Strukturen sowie auf Regierungssystemen an, wenn sie auf benachbarte Kulturen reagieren und mit ihnen in Kontakt stehen. Aus der Skepsisforschung entwickelte Giuseppe Veltri ein Konzept von Toleranz, deren Erforschung heute einen Fokus seiner Arbeit einnimmt.

### Gastprofessuren und Auszeichnungen
Giuseppe Veltri hatte Gastprofessuren an der Freien Universität Berlin, dem University College London, der Universität Bologna, der Universität La Sapienza und der École des Hautes Études en Sciences Sociales inne. In Anerkennung seiner Leistungen wurde er 2010 zum Honorarprofessor für Religionswissenschaft der Universität Leipzig ernannt. Im November desselben Jahres erhielt er als Leiter des Seminars für Judaistik/Jüdische Studien der Universität Halle den von der Jüdischen Gemeinde Halle verliehenen Emil-Fackenheim-Preis für Toleranz und Verständigung. Erstmals ging der Preis damit an eine wissenschaftliche Einrichtung. 2014 wurde er in die Akademie der Wissenschaften und der Literatur, Mainz, gewählt.

## Publikationen (Auswahl)
- Discourse on the State of the Jews and in particular those dwelling in the illustrious city of Venice (1638), Simone Luzzatto, zweisprachige Edition, herausgegeben, übersetzt und kommentiert zusammen mit Anna Lissa (Berlin, Boston: De Gruyter, 2019), ISBN 978-3-11-048733-6.
- Socrates or on Human knowledge. The Serious-Playful Exercise of Simone Luzzatto, Venetian Jews (1651), zweisprachige Edition, herausgegeben, übersetzt und kommentiert zusammen mit Michela Torbidoni (Berlin, Boston: De Gruyter, 2018 or 2019).
- Alienated Wisdom. Enquiry into Jewish Philosophy and Scepticism (Berlin, New York: De Gruyter, 2018), ISBN 978-3-11-060449-8.
- Sapienza Alienata. La Filosofia ebraica tra mito, storia e scetticismo (Rome: Aracne, 2017), ISBN 978-88-255-0428-6.
- Yearbook of the Maimonides Centre for Advanced Studies, zusammen mit Bill Riebiger (Boston: De Gruyter, 2016), ISBN 978-3-11-050172-8.
- Oltre le mura del ghetto. Accademie, scetticismo e tolleranza nella Venezia barocca. Studi e documenti d'archivio, zusammen mit Evelien Chayes (Palermo: New Digital Frontiers, 2016), ISBN 978-88-99487-48-5.
- Filosofo e rabbino nella Venezia del Seicento. Studi su Simone Luzzatto con documenti inediti dall'Archivio di Stato di Venezia (Rom: Aracne, 2015), ISBN 978-88-548-8423-6.
- A Mirror of Rabbinic Hermeneutics. Studies in Religion, Magic, and Language Theory in Ancient Judaism (Studia Judaica, Band 82) (Boston: De Gruyter, 2015), ISBN 978-3-11-036641-9.
- Simone Luzzatto. Scritti politici e filosofici di un ebreo scettico nella Venezia del Seicento, eingeleitet, kommentiert und herausgegeben in Kooperation mit Anna Lissa & Paola Ferruta (Milan: Bompiani, 2013), ISBN 978-88-452-7295-0.
- Language of Conformity and Dissent: On the Imaginative Grammar of Jewish Intellectuals in the Nineteenth and Twentieth Centuries (Academic Studies Press 2013), ISBN 978-1-61811-238-5.
- Scritti politici e filosofici di Simone Luzzatto, Rabbino e Filosofo nella Venezia del Seicento, in Kooperation mit Paola Ferruta und Anna Lissa (Mailand: Bompiani, 2013), ISBN 978-88-452-7295-0.
- Judah Moscato’s Sermons. Volume One, Volume Two, Volume Three, Volume Four, zusammen mit Gianfranco Miletto und Jehuda Halper (Leiden: Brill 2011–2015), ISBN 978-90-04-17900-4, ISBN 978-90-04-21932-8 und ISBN 978-90-04-26119-8
- Envisioning Judaism. Studies in Honor of Peter Schäfer on the Occasion of his Seventieth Birthday, 2 vols., zusammen mit Ra‘anan Boustan, Klaus Hermann, Reimund Leicht, Annette Yoshiko Reed und in Kooperation mit Alex Ramos (Tübingen: Mohr 2013).
- Rabbi Judah Moscato and the Jewish Intellectual World of Mantua in the 16th-17th Centuries, zusammen mit Gianfranco Miletto (Leiden: Brill 2012), ISBN 978-90-04-22225-0.
- Sprachbewusstsein und Sprachkonzepte im Alten Orient, Alten Testament und rabbinischen Judentum, zusammen mit Johannes Thon und Ernst-Joachim Waschke (Halle: ZIRS 2012), ISSN 1617-2469.
- Studies in the History of Culture and Science. A Tribute to Gad Freudenthal, zusammen mit Resianne Fontaine, Ruth Glasner und Reimund Leicht (Boston, Leiden: Brill 2011), ISBN 978-90-04-19123-5.
- Renaissance Philosophy in Jewish Garb: Jewish Thought and Philosophy on the Eve of Modernity (Leiden: Brill 2009), ISBN 978-90-04-17196-1.
- The Jewish Body: Corporeality, Society, and Identity in the Renaissance and Early Modern Period, zusammen mit Maria Diemling (Leiden: Brill 2009), ISBN 978-90-04-16718-6
- Libraries, Translations, and ‛Canonic’ Texts: The Septuagint, Aquila, and Ben Sira in the Jewish and Christian Traditions (Leiden: Brill 2006), ISBN 90-04-14993-7
- Katholizismus und Judentum. Gemeinsamkeiten und Verwerfungen vom 16. bis zum 20. Jahrhundert, zusammen mit Florian Schuller und Hubert Wolf (Regensburg: Pustet 2005), ISBN 3-7917-1955-6.
- Gottes Sprache in der philologischen Werkstatt. Hebraistik vom 15. bis 19. Jahrhundert, zusammen mit Gerold Necker (Leiden: Brill 2004), ISBN 90-04-14312-2.
- Cultural Intermediaries: Jewish Intellectuals in Early Modern Italy, zusammen mit David Ruderman (Philadelphia: Univ. of Pennsylvania Press 2004), ISBN 0-8122-3779-X.
- Jewish Studies Between the Disciplines: Papers in Honor of Peter Schäfer on the Occasion of His 60th Birthday, zusammen mit Klaus Herrmann und Margarete Schlüter (Leiden: Brill 2003), ISBN 90-04-13565-0.
- An der Schwelle zur Moderne. Juden in der Renaissance, zusammen mit Annette Winkelmann (Leiden: Brill 2003), ISBN 90-04-12979-0.
- Gegenwart der Tradition. Studien zur jüdischen Literatur und Kulturgeschichte (Leiden: Brill 2002), ISBN 90-04-11686-9.
- Friedrich August Wolf. Studien, Texte, Bibliographie, zusammen mit Reinhard Markner (Stuttgart: Steiner 1999), ISBN 3-515-07637-9.
- Magie und Halakha. Ansätze zu einem empirischen Wissenschaftsbegriff im spätantiken und frühmittelalterlichen Judentum (Tübingen: Mohr 1997), ISBN 3-16-146671-3.
- Eine Tora für den König Talmai. Untersuchungen zum Übersetzungsverständnis in der jüdisch-hellenistischen und rabbinischen Literatur (Tübingen: Mohr 1994), ISBN 3-16-145998-9.